# Сарасота Спрингс (Флорида)
Сарасота Спрингс (енгл. Sarasota Springs) насељено је место без административног статуса у америчкој савезној држави Флорида.

## Демографија
По попису из 2010. године број становника је 14.395, што је 1.48 (-9,3%) становника мање него 2000. године.
| Група             | 2000.          | 2010.          |
| Белци             | 14.672 (92,4%) | 12.182 (84,6%) |
| Афроамериканци    | 116 (0,7%)     | 270 (1,9%)     |
| Азијати           | 118 (0,7%)     | 139 (1,0%)     |
| Хиспаноамериканци | 759 (4,8%)     | 1.562 (10,9%)  |
| Укупно            | 15.875         | 14.395         |